# کوزیمو سارلی
کوزیمو سارلی (انگلیسی: Cosimo Sarli؛ زادهٔ ۱۳ مارس ۱۹۷۹) بازیکن فوتبال اهل ایتالیا است.
از باشگاه‌هایی که در آن بازی کرده‌است می‌توان به باشگاه فوتبال کوزنتسا کالچو، باشگاه فوتبال تورینو، باشگاه فوتبال مسینا، باشگاه فوتبال ساوت‌همپتون، باشگاه فوتبال کروتونه، و باشگاه فوتبال نیس اشاره کرد.